# Zemětřesení v provincii Šen-si

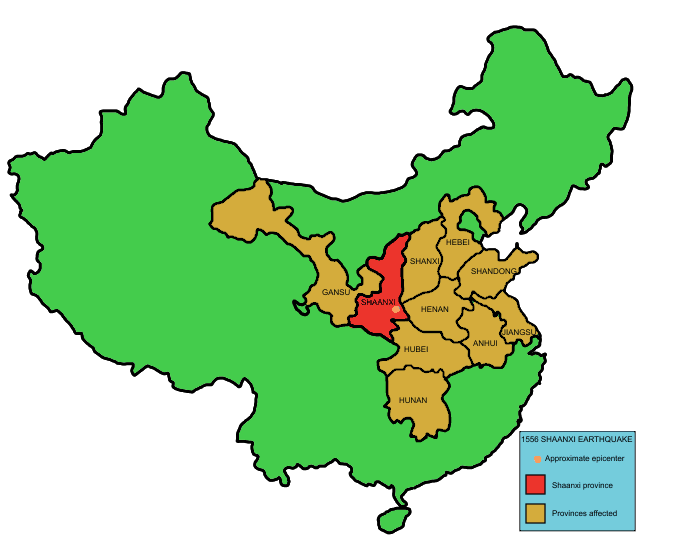
Provincie Šen-si (červeně) a další provincie zasažené zemětřesením (oranžově) na mapě Číny

Zemětřesení v provincii Šen-si (嘉靖大地震, pinyin: Jiājìng dà dìzhèn) je doposud nejničivější zaznamenané zemětřesení v lidské historii, zemřelo při něm přibližně 830 000 lidí. Proběhlo ráno 23. ledna 1556 v provincii Šen-si (陕西) v Číně. Zemětřesením bylo postiženo více než devadesát sedm okresů v provinciích Šen-si (陕西), Šan-si (山西), Che-nan (河南), Kan-su (甘肃), Che-pej (河北), Šan-tung (山东), Chu-pej (湖北), Chu-nan (湖南), Ťiang-su (江苏) a An-chuej (安徽). Byl zničen 800km pás země a v některých okresech bylo zabito až 60 % obyvatel. Většina lidí v té době žila v zemních obydlích vyhloubených v sprašových svazích. Mnohá z těchto obydlí se během katastrofy sesula.

## Zemětřesení
Zemětřesení se stalo během vlády císaře Ťia-ťinga dynastie Ming.
Moderní odhady založené na geologických údajích přisuzují zemětřesení magnitudo 8 až 8,3 Richterovy škály. I když to bylo nejničivější zemětřesení a pátá nejničivější přírodní katastrofa v lidské historii, byla zaznamenána i zemětřesení s vyšším magnitudem. Následné otřesy pokračovaly několikrát do měsíce dalšího půl roku. Epicentrum leželo v okrese Chua poblíž hory Chua v Šen-si 34°30′ s. š., 109°42′ v. d..
V čínských historických záznamech byla katastrofa popsána takto:
| „ | V zimě roku 1556 po Kr. byly provincie Šan-si a Šen-si zasaženy katastrofálním zemětřesením. V našem okrese Chua se udála mnohá neštěstí. Hory a řeky byly přemístěny a cesty zničeny. Na některých místech se země náhle zvedla a vytvořila nové vrchy nebo se prudce propadla v nová údolí. Jinde ze země vyrazila nová říčka nebo země pukla a objevily se nové strže. Domy, úřady, chrámy a městské hradby se zřítily bez varování. | “ |
Zemětřesení těžce poškodilo mnoho stél v Kamenném lese. Ze 114 klasických stél Kchaj-čcheng bylo 40 zlomeno.

Učenec Čchin Kche-ta zemětřesení přežil a zaznamenal o něm podrobnosti. Jedním z jeho závěrů bylo, že
| „ | „na úplném začátku zemětřesení by lidé uvnitř neměli okamžitě vybíhat ven. Měli by se přikrčit a počkat na vhodnou příležitost. I když je hnízdo zničeno, některá vejce mohou zůstat nepoškozená.“ | “ |

To naznačuje, že mnoho lidí zahynulo, když se snažili utéct ze svých domů, ale mnozí z těch, kteří zůstali uvnitř, přežili.
Otřesy snížily výšku Pagody malé divoké husy v Si-anu z 45 metrů na 43,4 metru.

## Sprašové zemní příbytky
V té době miliony lidí žily v uměle vyhloubených sprašových „jeskyních“ na svazích v oblasti Sprašové plošiny. Spraš je úlomkovitá usazená hornina navátá větrem. Měkká sprašová hornina se v oblasti usazovala po miliony let díky větru přinášejícímu prach z pouště Gobi. Spraš je velmi náchylná k větrné a vodní erozi. Sprašová plošina pokrývá skoro celé provincie Šan-si, Šen-si a Kan-su a části dalších. Většina obyvatel žila v tzv. Jao-tung obydlích právě na sprašových svazích. To byl hlavní důvod obrovského počtu obětí. Zemětřesení způsobilo sesuvy půdy, které „jeskyně“ zasypaly.

## Škody
V současnosti je prakticky nemožné vyčíslit hmotné škody. Počet obětí je tradičně udáván jako 830 000. Hmotná škoda byla obrovská – celá oblast vnitřní Číny byla zničena a odhadem 60 % populace v oblasti zahynulo. Škody lze přirovnat pouze ke škodám způsobeným výbuchem atomové bomby (samozřejmě bez radioaktivity ap.). Například v Si-anu byl poškozen unikátní les stél, kde ze 114 starověkých stél jich bylo 40 zničeno.
| Nejničivější zemětřesení          | Nejničivější zemětřesení | Nejničivější zemětřesení | Nejničivější zemětřesení | Nejničivější zemětřesení                             |
| Pořadí                            | Zemětřesení              | Země                     | Rok                      | Oběti                                                |
| --------------------------------- | ------------------------ | ------------------------ | ------------------------ | ---------------------------------------------------- |
| 1                                 | Šen-si                   | Čína                     | 1556                     | 830 000                                              |
| 2                                 | Indický oceán            | Indonésie                | 2004                     | 283 100                                              |
| 3                                 | Tchang-šan               | Čína                     | 1976                     | 242 000 (oficiální údaj) 655 000 (neoficiální odhad) |
| 4                                 | Aleppo                   | Sýrie                    | 1138                     | 230 000                                              |
| 5                                 | Kan-su                   | Čína                     | 1920                     | asi 200 000                                          |
| Hlavní článek: Seznam zemětřesení |                          |                          |                          |                                                      |

## Srovnání
Zemětřesení v Šen-si v roce 1556 nebylo nejhorší katastrofou v čínských dějinách. Např. během tzv. Tří let přírodních katastrof (1959 až 1961) zemřely desítky milionů Číňanů.